# Karl Ulrich von Bassewitz
Karl Ulrich Adolf von Bassewitz (* 7. Mai 1601 in Mecklenburg; † 24. August 1666 ebenda) war deutsch-dänischer Offizier und mecklenburgischer Vizelandmarschall.

## Leben
Karl Ulrich von Bassewitz war der zweite Sohn von Joachim von Bassewitz und dessen Ehefrau Anna Ilse, geborene von Schmecker. Er hatte noch zwei Brüder und vier Schwestern.
Bassewitz heiratete 1640 Margarete von Bülow (1619–1698), Tochter von Detloff von Bülow auf Hundorf (bei Schwerin), Dechant zu Ratzeburg, und der Margaretha von Schack. Mit ihr hatte er drei Söhne und vier Töchter, darunter Joachim Lütke von Bassewitz.
Er studierte nachweislich an den Universitäten in Rostock (1615), Jena (1622) sowie Frankfurt/Oder (1623) und durchlief dann eine Offizierslaufbahn im kaiserlichen, mecklenburgischen und holsteinischen Kriegsdienst. Zuletzt war er dänischer Hauptmann. Er bereiste England und die Niederlande. Zudem prozessierte er um verschiedene Güter. Bassewitz war mecklenburgischer Vizelandmarschall.
Von seinem Vater erbte Bassewitz die Güter Wendorf (später Schönhof) und Thorstorf. 1642 tauschte er beim Herzog Adolf Friedrich I. Thorstorf gegen das neben Wendorf gelegene Gut Klein Walmstorf, für das er 1646 den Lehnsbrief erhielt. Klein Walmstorf diente eine Zeit lang als Wohnsitz und Begräbnisstätte der Familie. Bassewitz selbst wurde in Grevesmühlen bestattet.